# Kirsten Svineng
Kirsten Kirsten Elisabeth Johannesdattir Svineng (samisch Ánná Johanas Kirste, auch bekannt unter Mamma Karasjok; * 7. Dezember 1891 in Svineng; †  8. Mai 1980 in Karasjok) war eine Krankenpflegerin und Vertreterin des gewaltfreien Widerstandes während der Besetzung Norwegens durch die Deutsche Armee im Zweiten Weltkrieg.

## Leben und Wirken

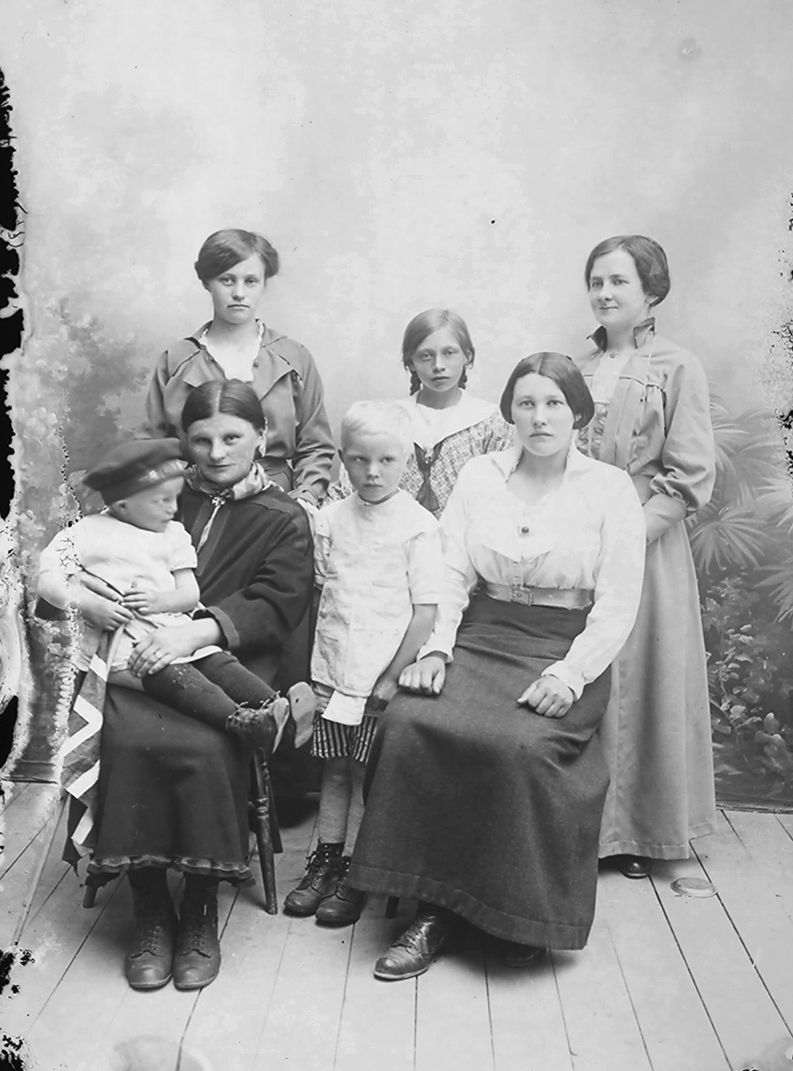
Kirsten Svineng als Haushaltshilfe in Gildeskal 1916, sitzend mit Kind auf ihrem Schoß

Kirsten Svineng wurde am 7. Dezember 1891 als Tochter des Kleinbauern Johannes Josefson Guttorm und der Marith Andersdattir Lindi, einer Hebamme und zertifizierten Impfkraft, in Svineng in der Gemeinde Karasjok (Finnmark) als ethnische Samin geboren. Nach Kinderjahren auf dem Bauernhof ihrer Eltern, einer einfachen Schulbildung und einer Erziehung im Geiste eines gemäßigten Laestadianismus verdingte sie sich als Haushaltshilfe in den Pfarreien Tana (Finnmark) und Gildeskal (Nordland). Nach dem Ersten Weltkrieg war sie in einem von der pietistischen "Lappenmission" gegründeten Tuberkuloseheim in Karasjok als Nachtschwester tätig, verlor aber kurz nach dem Einmarsch der Deutschen Armee im Jahre 1940 ihre Anstellung. Ihren Lebensunterhalt verdient sie die nächsten Jahre mit Handarbeiten.
Ihr Einsatz für die in dem deutschen Zwangsarbeiterlager in Karasjok internierten jugoslawischen Gefangenen machte sie nach Kriegsende weit über Norwegen hinaus bekannt. Nach der Besetzung Norwegens durch Hitlerdeutschland im Jahr 1942 wurden in ganz Norwegen Straf- und Arbeitslager errichtet, darunter auch in Karasjok. Die dorthin verbrachten Zwangsarbeiter aus Jugoslawien sollten eine Straße an die finnische Grenze bauen, die später so genannte Blutstraße. Sie litten unter derart menschenunwürdigen Bedingungen, dass diese Lager als Vernichtungslager gelten. So waren von den 340 Kriegsgefangenen nach weniger als einem halben Jahr Zwangsarbeit nur mehr knapp über 100 Männer am Leben.
Unter Einsatz ihres Lebens versorgte Kirsten Svineng nicht nur die Zwangsarbeiter mit Lebensmitteln, die sie in der Nähe des Lagers versteckte, sondern unterstützte flüchtenden Gefangene auch bei ihrem Weg ins neutrale Schweden bzw. bewahrte heimlich ihre Briefe in die Heimat auf. Deshalb wurde sie von den jugoslawischen Zwangsarbeitern auch liebevoll als Mamma Karasjok bezeichnet, ein Name, unter dem sie später bekannt wurde. Beim Rückzug der Deutschen Armee aus Norwegen wurden fast alle Häuser in Karasjok zerstört, darunter auch das einfache Holzhaus von Kirsten Svineng. Sie begann nach dem Krieg wieder im neuaufgebauten Krankenhaus in Karasjok zu arbeiten.
Im Jahre 1957 bedankte sich der Vorstandsvorsitzende der jugoslawischen Freiheitskämpfer in einem Brief an den Ortsvorsteher von Karasjok für die von der norwegischen Bevölkerung während des Krieges geleistete humanitären Hilfe für die Insassen des Vernichtungslagers in Karasjok. Kirsten Svineng wird darin als Mamma Karasjok speziell erwähnt. Gemeinsam mit 13 anderen Personen aus allen Teilen Norwegens wird sie nach Jugoslawien zur Ehrung ihres humanitären Engagements eingeladen. Die Delegation wurde 1957 in Jugoslawien unter großer medialer Aufmerksamkeit empfangen. Kirsten Svineng wurde in Belgrad vom stellvertretenden jugoslawischen Ministerpräsidenten der Orden der Jugoslawischen Fahne mit Stern verliehen.
Eine weitere Ehrung wurde Kirsten Svineng im Mai 1965 zuteil, als der Jugoslawische Staatspräsident Josip Broz Tito auf Einladung von König Olav V. von Norwegen zu einem Staatsbesuch in Oslo weilte. Auf Vermittlung der liberalen Tageszeitung Dagbladet wurde Kirsten Svineng zu dem Staatsbesuch nach Oslo eingeladen und führte dort ein längeres Gespräch mit Tito, dem norwegischen Ministerpräsident Einar Gerhardsen und den ebenfalls anwesenden Ehefrauen der beiden Staatsmänner.
1970 erschien im Gyldendal Norsk Forlag A/S eine Biografie über Kirsten Svineng unter dem Titel Mamma Karasjok. Ihr Autor war der norwegische Journalist Per Hansson, zu dieser Zeit selbst verantwortlicher Redakteur von Dagbladet.
In Berichten über Kirsten Svineng wird ihr Einsatz für die Kranken und Kriegsgefangenen häufig mit dem Wirken von Mutter Theresa verglichen.
Kirsten Svineng verstarb am 8. Mai 1980 im Krankenhaus von Karasjok im Alter von 88 Jahren.

## Erinnerungskultur

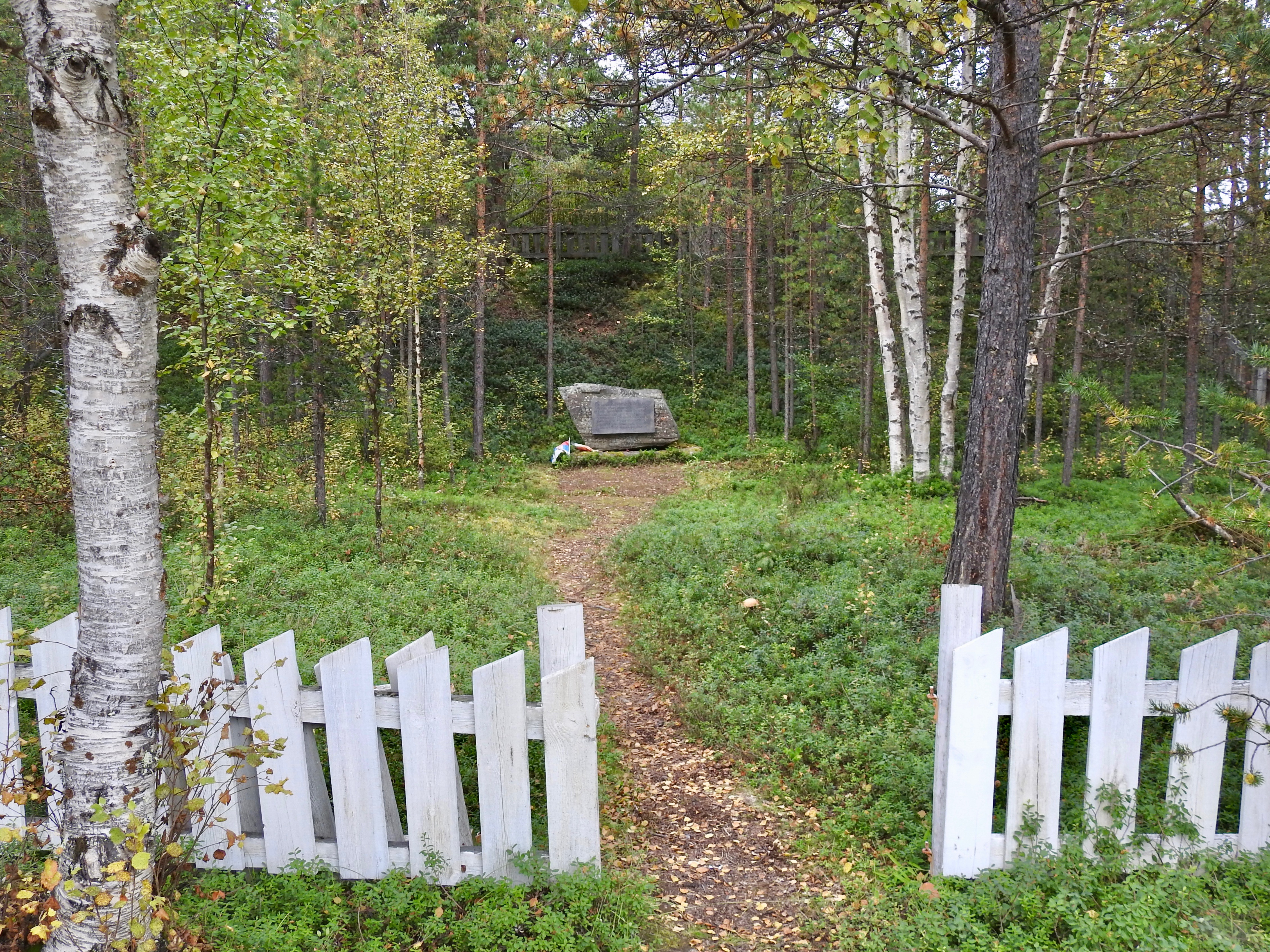
Gedenkstätte für die im KZ Karasjok zwischen 1940 und 1945 verstorbenen jugoslawischen Kriegsgefangenen

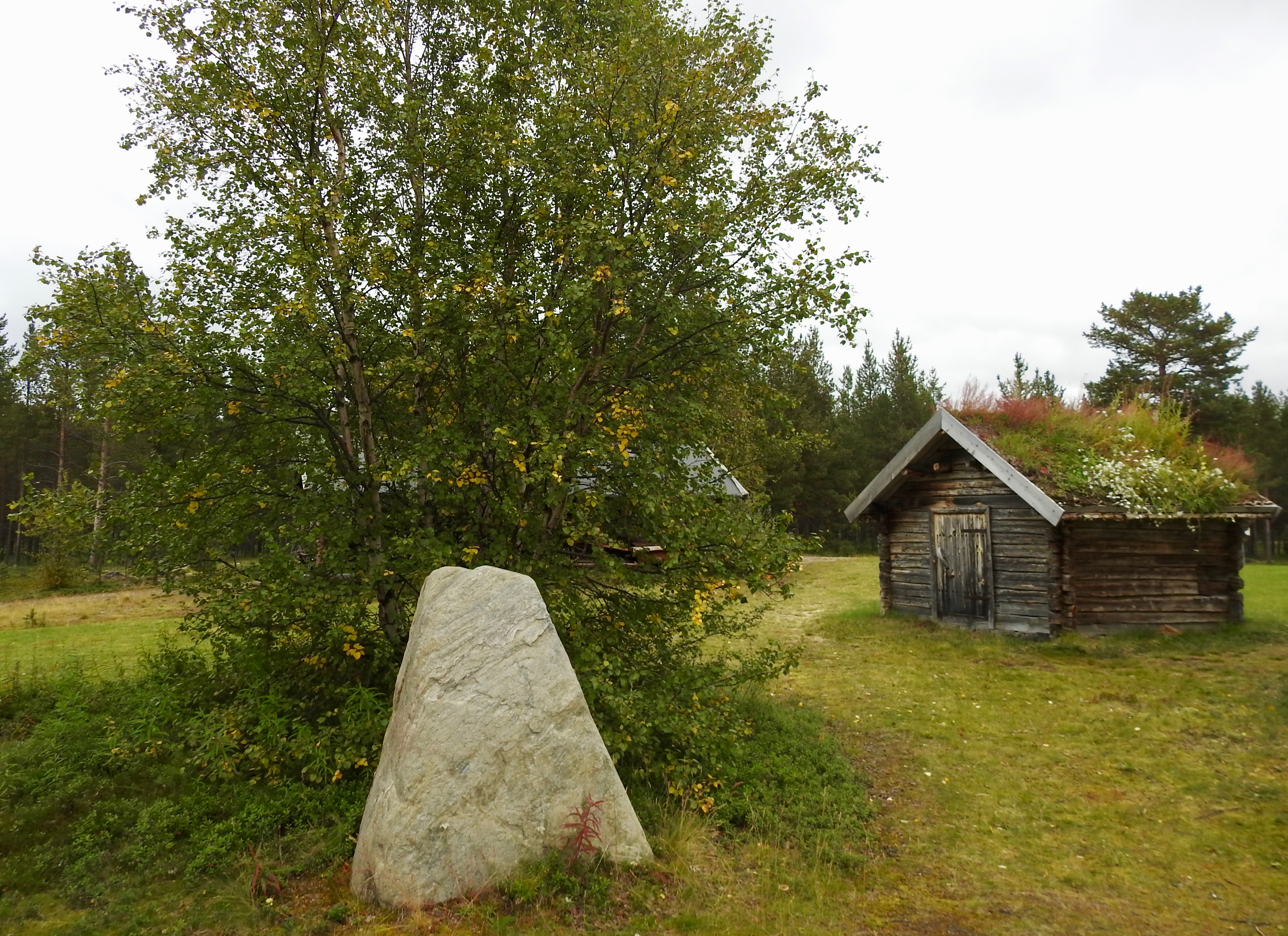
Grundstein des geplanten Mamma-Karasjok-Zentrums auf dem Gelände des Museums Sami Samliger in Karasjok.

Die Erinnerung an die Leistungen von Kirsten Svineng ist ebenso wie die Beteiligung von Teilen der norwegischen Bevölkerung an den Verbrechen des Nationalsozialismus ab den 80er Jahren des letzten Jahrhunderts in Vergessenheit geraten. Das nach dem Krieg in Karasjok errichtete Denkmal für die ermordeten 350 Jugoslawischen Zwangsarbeiter liegt abgelegen, verfallen und ohne ein Hinweisschild gegenüber einer Sporthalle in einem Birkenwäldchen. Die Inschrift des Gedenksteines besagt in Norwegisch und Serbokroatisch: „Zur Erinnerung an die Jugoslawischen Kriegsgefangenen, die während der Jahre 1940–1945 in Karasjok ihr Leben verloren haben und die hier begraben sind“. Selten werden heute auch die Leistungen Kirsten Svinengs von offizieller Seite aktiv gewürdigt. Meist sind private Kulturinitiativen, lokale Museen oder ausländische Initiativen, die auf Kirsten Svineng und ihren Widerstand in der Zeit der norwegischen Kollaboration mit dem Nationalsozialismus hinweisen.
Berichte des Norwegischen Rundfunks – Norsk rikskringkasting  NRK – griffen das Thema in den letzten Jahren wieder aktiv auf. 2013 kam es unmittelbar vor dem Besuch des jugoslawischen Veteranen und ehemals in Karasjok internierten Velimir Pavlovic in Karsjok zu einem Beschluss des Vorstandes des Museums Sami Samliger in Karasjok, auf dem Gelände des Museums ein Mamma Karasjok Zentrum zu eröffnen. Dieses soll die Geschichte der Samen während des Zweiten Weltkriegs dokumentieren. Auch das Wohnhaus von Kirsten Svinenk soll abgerissen und am Gelände des Museums wieder errichtet werden. Der Grundstein wurde in Anwesenheit des Direktors des Museums, Thoralf Henriksen, von Velimir Pavlovic und seiner Frau Moravka Pavlovic offiziell eingeweiht. Velimir Pavlovic war zu Aufzeichnungen einer norwegischen Fernsehdokumentation zum Thema jugoslawische Kriegsgefangene angereist. Der Beschluss zur Grundsteinlegung hatte zu einem Konflikt mit der Bürgermeisterin der Stadt Karasjok geführt, die von den Plänen eines Mamma Karasjok Centers offenbar nicht informiert worden war.
Derzeit gibt es Bestrebungen, das renovierungsbedürftige Museum De Sami Samliger in Karasjok zu einem großen Kulturzentrum auszubauen, welches die bestehende Sammlung mit einem Mamma-Karasjok-Zentrum, einem Mari Boine Zentrum, einem Zentrum für die samische Geschichte während des Zweiten Weltkriegs und einem Amphitheater vereinen soll.